# Monteregio di Massa Marittima Vermentino
Il Monteregio di Massa Marittima Vermentino è un vino DOC la cui produzione è consentita nella provincia di Grosseto.

## Caratteristiche organolettiche
- colore: paglierino brillante, a volte con riflessi verdognoli
- odore: delicato, caratteristico
- sapore: secco, morbido, delicato

## Produzione
Provincia, stagione, volume in ettolitri
- Grosseto  (1994/95)  66,03
- Grosseto  (1995/96)  12,02
- Grosseto  (1996/97)  56,55